# Basilia multispinosa
Basilia multispinosa är en tvåvingeart som först beskrevs av Musgrave 1927.  Basilia multispinosa ingår i släktet Basilia och familjen lusflugor. Inga underarter finns listade i Catalogue of Life.